# Clefti

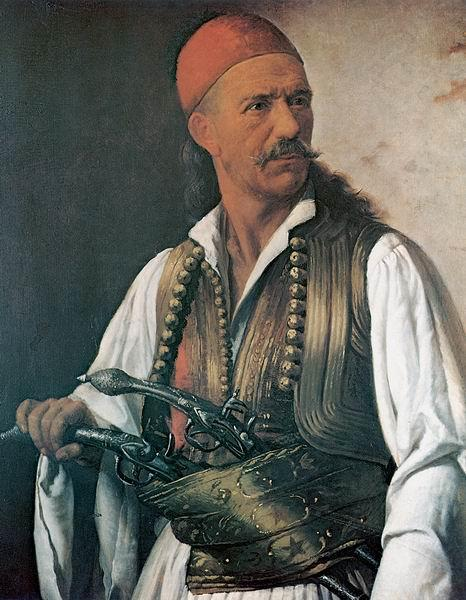
Dimitrios Makris, un capo clefti greco del XIX secolo

I Clefti (in greco κλέφτης?, kléftis, pl. κλέφτες, kléftes, "ladro" o "bandito") erano una milizia irregolare greca anti-turca, attiva durante il dominio ottomano sulla Grecia, molto affine al fenomeno balcanico degli aiduchi. Per contrastare il fenomeno dei clefti, i turchi crearono la milizia degli armatoli, ma i due gruppi finirono per fare fronte comune contro la Sublime porta, divenendo il "lievito della rivolta" greca.

## Storia
I primi clefti erano transfughi greci rifugiatisi nelle regioni più impervie della penisola greca nel XV secolo, quando la Grecia venne strappata dagli ottomani ai bizantini (v. Caduta di Costantinopoli 1453). Con l'avvio della "Turcocrazia" (gr. Τουρκοκρατία), la popolazione maschile abile alla guerra presente sul territorio greco dovette infatti scegliere se servire il sultano ottomano (molti giovani greci vennero reclutati tra le file dei giannizzeri, i soldati-schiavi del sultano) o intraprendere la via del banditismo per mantenere la propria indipendenza da Costantinopoli, in modo simile a quanto occorso ai soldati ungheresi, che divennero aiduchi dopo la conquista ottomana del Regno d'Ungheria un secolo dopo.
I banditi greci, definiti appunto "ladri", sopravvivevano assaltando insediamenti isolati e rifugiandosi nelle zone impervie (come i monti Agrafa della Tessaglia), difficilmente controllabili dagli ufficiali turchi, che erano perciò costretti ad operare in uno stato di costante guerriglia più o meno pronunciata. In risposta al fenomeno dei clefti, la Sublime porta istituì un'apposita milizia, gli armatoli (anch'essi personale non-turco, in quanto rumeni cristiani) per presidiare i distretti amministrativi più "ostici", che vennero appunto ribattezzati armatolìkia (Αρματολίκια, sing.: Αρματολίκι).  Clefti ed armatoli finirono però comunque con il far poi fronte comune contro l'Impero ottomano al tempo della guerra d'indipendenza greca.

## Lista di clefti famosi
- Antonio Katsantonis, giustiziato per ordine di Alì Pascià di Tepeleni nel 1809, celebrato come protomartire dai rivoluzionari greci.